# ثورة المنتجات الثانوية
ثورة المنتجات الثانوية هي فكرة وضعها أندرو شيرات، عالم آركيولوجي شهير، تقول عن حصول مجموعة من الابتكارات التي أثرت في طرق الزراعة التي كانت معتمدة في العالم القديم. والمبداء الأساسي هو التحول من إنتاج المواد الأولية لتربية الحيوانات، أي إنتاج اللحوم، لاستغلال منتجات حيوانية ثانوية مثل الحليب والصوف والحرث والركوب وللتنقلات.
يعتمد نموذج المنتجاج الثانوية على عنصرين رئيسيين هما:
1. اكتشاف ونشرالابتكارات لاستغلال المنتجات الثانوية.
2. تطبيقها بصورة منهجية من أجل التوصل إلى تطوير الاقتصاد والمجتمع الأوراسي.

ظهرت العديد من هذه الابتكارات للمرة الأولى في الشرق الأوسط خلال الألفية الرابعة قبل الميلاد ووصلت إلى أوروبا وبقية دول آسيا بعد ذلك بوقت قصير. هناك دلائل تشير أنها ظهرت في أوروبا قبل بداية الألفية الثالثة قبل الميلاد. أصبحت هذه الابتكارات متاحة في أوروبا بسبب نشر أنواع جديدة من الحيونات التي أتت من الشرق (مثل الحصان والحمار)، وسلالات حيوانية جديدة (مثل أغنام تعطي الصوف) والتقنيات (مثل العجلة والمحراث) والمعرفة الفنية (مثل الحرث). تطبيق هذه الابتكارات شجع تطورالرعي والحرث الزراعي و الحيوانية وعلى آساليب النقل مما ساهم في نشر الزراعة الهامشية والاستعمار ونشؤ نواة الاستيطان. في نهاية المطاف كانت ثورية بكل ما تعنيه سواء من حيث أصولها أو نتائجها.